# USS H-2 (SS-29)
Le USS H-2 (SS-29) était un sous-marin de classe H de l’United States Navy. Il a été nommé à l’origine Nautilus. Il était le troisième navire (et le premier sous-marin) de la marine des États-Unis à porter ce nom, qui dérivait d’un mot grec signifiant « marin » ou « navire ». Le nautile est également un mollusque tropical ayant une coquille en spirale à plusieurs chambres avec un intérieur nacré. C’était aussi le nom du sous-marin fictif dans le roman de Jules Verne Vingt Mille Lieues sous les mers, prophétique de la technologie sous-marine.
Le Nautilus a été construit par l’Union Iron Works de San Francisco, en Californie. Il fut renommé H-2 le 17 novembre 1911, lancé le 4 juin 1913 sous le parrainage de Mme William Ranney Sands, et mis en service le 1er décembre 1913, avec pour commandant le Lieutenant (junior grade) Howard H. J. Benson.

## Engagements
Rattaché à la flotte du Pacifique, le H-2 a opéré le long de la côte ouest des États-Unis (généralement en compagnie du USS H-1) lors de divers exercices et patrouilles au départ de San Pedro, en Californie, et ce jusqu’en octobre 1917, date à laquelle il a appareillé pour la côte Est. Transféré à la flotte de l'Atlantique à partir du 9 novembre 1917, il a navigué dans la mer des Caraïbes pendant la majeure partie de cet hiver, effectuant également des tests spéciaux de détection de sous-marins avec des avions et des patrouilleurs de Key West, en Floride. Après avoir s’être fait installer au printemps 1918 de nouveaux moteurs à Philadelphie, en Pennsylvanie, il a repris ses patrouilles dans les Caraïbes jusqu’à la fin de la guerre. Après cela, il est retourné à la base sous-marine de New London (Connecticut). De là, il opérait dans le détroit de Long Island, souvent avec des élèves officiers de l’école de sous-marins à bord.
Reprenant la route de la côte ouest, le H-2 appareilla le 6 janvier 1920 avec le H-1, faisant escale dans plusieurs ports des Caraïbes avant de transiter par le canal de Panama le 20 février. Lorsque le H-1 s’est échoué au large de l’île Santa Margarita le 12 mars, le H-2 s’est arrêté et a envoyé des équipes de recherche et sauvetage pour les survivants, aidant à sauver tous les membres de l’équipage de son sister-ship, sauf quatre hommes. Il a ensuite continué jusqu’à San Pedro, en Californie, où il est arrivé le 20 mars.
Les entraînements et les exercices avec la flotte du Pacifique et la 7e division de sous-marins de San Pedro ont été interrompus par une révision approfondie qu’il a subie au chantier naval de Mare Island Naval Shipyard à l’hiver 1921. Après cela, le H-2 a repris le même emploi du temps. En compagnie de la 7e division, il appareilla de San Pedro le 25 juillet 1922 et atteignit Hampton Roads le 14 septembre. Le H-2 y fut désarmé le 23 octobre. Son nom a été rayé du Naval Vessel Register le 18 décembre 1930, et il a été vendu à la ferraille le 1er septembre 1931.